# Carl Dreyer (General)
Carl Dreyer (* 19. April 1796 in Hilzingen; † 25. Juli 1886 in Freiburg im Breisgau) war ein badischer Generalleutnant.

## Leben

### Herkunft
Er war der zweite Sohn des Kreisrates Dreyer und dessen Ehefrau, einer geborenen Strohmeier.

### Militärkarriere
Dreyer trat am 1. Dezember 1810 als Bombardier in die Artillerie der Badischen Armee ein. Am 30. Oktober 1811 wurde er als Junker in das 3. Infanterie-Regiment versetzt und kam am 5. September 1812 mit seiner Beförderung zum Leutnant in das 2. Infanterie-Regiment. Im Rahmen des Rheinbundes nahm Dreyer mit seinem Regiment 1813 an der Seite Frankreichs an der Blockade von Glogau und der Schlacht bei Leipzig teil. Dort geriet er, wie sein gesamtes Regiment, in Gefangenschaft. Nach der Auflösung des Rheinbundes wurde Dreyer entlassen und kehrte nach Baden zurück. Er nahm mit dem 1. Infanterie-Regiment 1814/15 während der Befreiungskriege an der Blockade und den Gefechten vor Kehl und Straßburg teil.
Nach dem Friedensschluss stieg Dreyer bis Oktober 1845 zum Major im 2. Infanterie-Regiment auf. 1848 war er mit diesem Regiment an der Niederschlagung der Revolution beteiligt und lieferte sich dabei Gefechte bei Günterstal und Freiburg mit Freischaren. Bei der Reorganisation der Armee wurde er am 4. März 1850 zum Oberstleutnant befördert sowie zum Kommandeur des 5. Infanterie-Bataillons ernannt. Dieses führte Dreyer in verschiedene preußische Garnisonsorte, bevor er im November 1850 wieder in die Garnison nach Rastatt zurückkehrte. Dort fungierte er als Kommandant des badischen Kontingents der Besatzung der Bundesfestung.
Als Oberst wurde Dreyer schließlich am 22. Oktober 1852 zum Kommandeur des 2. Infanterie-Regiments ernannt. Dieses Kommando gab er mit seiner Beförderung zum Generalmajor am 30. Januar 1855 ab und übernahm die 2. Infanterie-Brigade. Am 26. Mai 1860 erhielt er den Charakter als Generalleutnant und wurde gleichzeitig zum Stellvertreter des Militärgouverneurs der Bundesfestung Rastatt ernannt. Im gleichen Jahr wurde Dreyer für seine Verdienste mit dem Großkreuz des Ordens vom Zähringer Löwen ausgezeichnet. Er war außerdem Inhaber des Ordens des Heiligen Wladimir.
Aus gesundheitlichen Gründen wurde ihm am 26. April 1861 sein Abschied bewilligt.